# Dänew
Dänew è la città capoluogo dell'omonimo distretto situato nella provincia di Lebap, in Turkmenistan.